# Jean-Baptiste Danguin
Jean-Baptiste Danguin, född den 3 maj 1823 i Frontenas, död den 17 mars 1894 i Paris, var en fransk kopparstickare.
Danguin var elev först till Victor Orsel och Alphonse Périn och sedan vid École des beaux-arts i Paris. Han fick 1850 andra romerska priset och blev sedermera professor i Lyon. Till hans bästa stick räknas Kristi himmelsfärd efter Perugino (1857), Idyll efter William Bouguereau (1865), Riddarens dröm efter Rafael (1870) och vidare stick efter Tizian, Rembrandt, Andrea del Sarto, Mantegna, Lionardo da Vinci och Rafaels Fornarina (1890) samt många porträtt. 